# Gullspångsälven
Der Gullspångsälven ist ein Fluss in der schwedischen Provinz Västra Götalands län.
Er bildet den 8 km langen Abfluss des Skagern zum westlich gelegenen Vänern.
Sein Einzugsgebiet umfasst 5044 km².
Mit Quellflüssen beträgt seine Länge 246 km.
Die mittlere Wasserführung an seiner Mündung liegt bei 62 m³/s.